# Песочная (гора)
Песо́чная — гора на Среднем Урале, в Невьянском районе Свердловской области России, севернее посёлка городского типа Верх-Нейвинского.

## География
Песочная расположена к востоку от Уральского хребта, в пределах Верх-Исетского гранитного массива Среднего Урала.
Гора находится в 1 километре севернее посёлка Верх-Нейвинского, в северо-западной части одноимённого городского округа Свердловской области. Абсолютная высота — 304 м.
Гора покрыта хвойно-мелколиственным лесом. На западном предгорье преимущественно хвойный лес сменяется вторичным берёзовым. К западу от горы пролегает Свердловская железная дорога, к югу и востоку — высоковольтная линия электропередач «Первомайская — Салда», к востоку и северо-востоку — Старая Рудянская дорога, соединяющая Верх-Нейвинск и Нейво-Рудянку. За Старой Рудянской дорогой расположены Глухое болото и Глухой пруд. К юго-западу от вершины горы Песочной, у высоковольтной линии, находится ещё одна вершина высотой в 309 метров. Севернее горы находятся лесные массивы, а склон горы плавно переходит в другую вершину.